# Kevin Vermeulen
Kevin Vermeulen (Zwijndrecht, 20 november 1990) is een Nederlands voetballer die doorgaans als middenvelder speelt. Hij verruilde RKC Waalwijk in januari 2020 transfervrij voor FC Dordrecht.

## Clubcarrière
Vermeulen speelde twee seizoenen bij XerxesDZB, een amateurclub die op dat moment uitkwam in de Hoofdklasse. In het bekertoernooi van het seizoen 2012/13 speelde hij drie wedstrijden, waarin hij drie doelpunten maakte. Vermeulen tekende op 24 april 2013 een contract bij Excelsior, op dat moment actief in de Eerste divisie. Het betrof een eenjarig contract met een optie op twee jaar extra. Vermeulen maakte op 2 augustus zijn debuut voor Excelsior, in een competitiewedstrijd tegen Helmond Sport die eindigde in een 2–2 gelijkspel. Vermeulen speelde de volledige wedstrijd. Hij werd dat jaar met Excelsior derde in de competitie. De club verdiende vervolgens promotie naar de Eredivisie via de play-offs 2014.  In mei 2016 verlengde hij zijn contract tot medio 2018.
In april 2018 werd bekend dat Vermeulen zijn contract bij Excelsior niet verlengd werd. In de zomer van datzelfde jaar maakte hij de overstap naar RKC Waalwijk, waar hij een twee-jarig contract tekende. Met de Brabanders promoveerde Vermeulen in mei 2019 via de play-offs naar de Eredivisie. Het volgende seizoen kwam hij echter weinig aan bod. Op 31 januari 2020 tekende hij een contract op amateurbasis bij FC Dordrecht.

## Clubstatistieken
| Seizoen     | Club         | Competitie     | Competitie | Competitie | Beker | Beker | Internationaal | Internationaal | Overig | Overig | Totaal | Totaal |
| Seizoen     | Club         | Competitie     | Wed.       | Dlp.       | Wed.  | Dlp.  | Wed.           | Dlp.           | Wed.   | Dlp.   | Wed.   | Dlp.   |
| ----------- | ------------ | -------------- | ---------- | ---------- | ----- | ----- | -------------- | -------------- | ------ | ------ | ------ | ------ |
| 2013/14     | Excelsior    | Eerste divisie | 34         | 4          | 2     | 1     | –              | –              | 4      | 1      | 40     | 6      |
| 2014/15     | Excelsior    | Eredivisie     | 24         | 2          | 4     | 1     | –              | –              | –      | –      | 28     | 3      |
| 2015/16     | Excelsior    | Eredivisie     | 23         | 2          | 1     | 0     | –              | –              | –      | –      | 24     | 2      |
| 2016/17     | Excelsior    | Eredivisie     | 25         | 2          | 2     | 0     | –              | –              | –      | –      | 27     | 2      |
| 2017/18     | Excelsior    | Eredivisie     | 25         | 0          | 1     | 0     | –              | –              | –      | –      | 26     | 0      |
| 2018/19     | RKC Waalwijk | Eerste divisie | 17         | 2          | 2     | 0     | –              | –              | 1      | 0      | 20     | 2      |
| 2019/20     | RKC Waalwijk | Eredivisie     | 5          | 1          | 1     | 0     | -              | -              | -      | -      | 6      | 1      |
| 2019/20     | FC Dordrecht | Eerste divisie | 6          | 1          | 0     | 0     | -              | -              | -      | -      | 6      | 1      |
| 2020/21     | FC Dordrecht | Eerste divisie | 24         | 3          | 1     | 0     | -              | -              | -      | -      | 25     | 3      |
| Club totaal | Club totaal  | Club totaal    | 183        | 17         | 14    | 2     | 0              | 0              | 5      | 1      | 202    | 20     |